# بيل ستاوت
بيل ستاوت (بالإنجليزية: Bill Stout)‏ هو صحفي أمريكي، ولد في 4 سبتمبر 1927 في شيكاغو في الولايات المتحدة، وتوفي في 1 ديسمبر 1989 في لوس أنجلوس في الولايات المتحدة.

## وصلات خارجية
- بيل ستاوت على موقع IMDb (الإنجليزية)
- بيل ستاوت على موقع أول موفي (الإنجليزية)
- بيل ستاوت على موقع قاعدة بيانات الأفلام السويدية (السويدية)
- بيل ستاوت على موقع كينوبويسك (الروسية)